# 인지 과학
인지과학(認知科學, 영어: cognitive science)은 인간의 마음과 동물 및 인공적 지적 시스템(artificial intelligent systems)에서 정보처리가 어떻게 일어나는가를 연구하는 학문이다. 다르게 표현한다면 인지과학은 인간의 마음 (뇌의 작동 및 몸의 움직임의 제어 포함)의 과정 및 내용과, 동물 및 인공적 지적 시스템에서의 지능(Intelligence)의 정보적 표상(표현)과 그 작동 과정을 연구하는 종합적, 다학문적 과학이다.
인지과학은 심리학, 철학, 신경과학, 언어학, 인류학, 전산학, 학습과학, 교육학, 사회학, 생물학, 로보틱스 등의 여러 학문과 연관되어 있다. 인지과학이라는 말은 크리스토퍼 롱게히긴스가 1973년에 처음 사용하였다. 이후 1976년에 세계 최초로 학술지 <인지과학〉(Cognitive Science)이 미국에서 창간되고 1979년에 미국에서 인지과학 학회(Cognitive Science Society)가 출발하였다. 한국의 인지과학회는 1987년에 출발되었다. 2010년대에 들어서면서 [마음 = 뇌 + 몸 + 환경]의 통합체로 개념화하는 제3의 인지과학 패러다임의 경향이 강해 지고 있다.

## 원칙

### 다양한 계층의 분석 (Levels of analysis)
인지과학의 핵심 원칙은 단일 수준의 연구만으로는 정신과 마음에 대한 완벽한 이해를 할 수 없다는 것이다. 예를 들어, 전화번호를 외우고 나중에 이를 기억하는 문제를 생각해보자. 이 프로세스를 이해하기 위한 하나의 방법은, 직접 관찰을 통해서 그 행동을 이해하는 것이다. 즉, 어떤 사람에게 하나의 전화번호를 보여주고, 잠시 후에 그 전화번호를 기억해내도록 한다. 그리고 그 기억의 정확도를 측정하는 것이다. 다른 방법은, 그 전화번호를 기억하는 동안 사람의 뉴런들이 어떻게 동작하는지를 연구하는 것이다. 이 중의 어느 방법으로도 전화번호 기억하기의 과정을 완벽하게 설명할 수는 없다. 심지어 기술을 활용해서 뇌 속의 어떤 뉴런들이 작동하고 있는 지 실시간으로 포착할 수 있고, 또 각 뉴런들의 작동 (firing) 시점을 알 수 있다고 하더라도, 여전히 뉴런들의 특정한 작동들을 관찰된 행동으로 바로 해석할 수는 없다. 즉, 뉴런들의 특정한 작동들 만으로 어떤 행동이 일어나고 있다고 단정지을 수는 없다. 따라서 이러한 두 가지 다른 수준의 분석이 서로에게 각각 어떻게 연관되는 지를 이해하는 것이 필요하다. 체화된 정신: 인지과학과 인간 경험(The Embodied Mind: Cognitive Science and Human Experience)에 따르면 “정신을 연구하는 새로운 과학들은 그 연구 범위를 실제의 인간 경험과 그 경험에 내재된 변형 가능성까지 확대해야 한다”고 한다. 이는 그 프로세스의 기능 단계에서 설명될 수 있다. 뇌에서 발생하는 어떤 과정들이 특정 행동을 일으키는 지를 이해하기 위해서는 어떤 현상에 대하여 다양한 계층에서의 분석이 필요하다는 것이다. 영국의 신경과학자 이자 심리학자인 데이비드 마아(David Marr) 사람이 눈으로 보는 것을 정보 처리 시스템으로 비유하고 이러한 시스템의 이해를 위하여 3단계 분석 방법(Marr's Tri-Level Hypothesis)을 제시하였다.
1. 계산 계층 (Computational level): 이 시스템이 해결하고자 또는 극복하고자 하는 목적을 정의;
2. 표현과 알고리즘 계층 (Algorithmic/representational level): 목적 달성을 위해서 시스템이 어떻게 동작하는 지를 분석. 입력과 출력을 위해서 어떤 표현을 사용하고, 어떤 과정을 통해서 입력을 출력으로 처리하는 지
3. 물리적 계층 (Physical level): 시스템의 물리적 구현 (생물적 비전인 경우, 어떤 신경 구조와 뉴런 활동이 그 비전 시스템을 구현하는 지)

### 다양한 학문과의 연계(Interdisciplinary nature)
인지과학은 심리학, 신경과학, 언어학, 철학, 컴퓨터과학, 인류학, 사회학, 생물학 등의 다양한 학문 분야와 연계된 학문이다. 인지과학은 다른 과학 분야와 마찬가지로 객관주의 관점 (View the world outside the mind), 그리고 현실주의적인(Observer-independent existence) 관점을 지닌다. 이 분야는 보통 다른 자연 과학과 마찬가지로 시뮬레이션이나 모형화(modeling) 같은 과학적 방법을 활용하고, 종종 모형을 통한 결과를 인간의 행동 특성과 비교하기도 한다. 어떤 사람들은 인지과학이 단일한 학문 분야로 인정하기를 꺼려하여 “인지 과학 학문들 (Cognitive Sciences)” 식으로 부르곤 한다.
스스로를 인지과학자라고 생각하는 많은 사람들은, 모든 사람들은 아니지만, 정신에 대해서 기능주의자(functionalist) 관점, 즉, 정신 상태를 기능적으로 구분하는 관점을 지니고 있다. 시스템이 어떤 정신 상태 (mental state)를 위하여 특정 기능을 수행하면, 그 시스템이 그 정신 상태에 있다고 여기는 것이다. 예를 들면, 사람이 누군가를 사랑하는 감정이 생겼을 때 뇌의 뉴런이 어떤 기능을 수행한다면, 뉴런이 그 기능을 수행할 때 누군가를 사랑하고 있다라고 여기는 것이다. 어떤 기능주의 관점에 따르면, 인간 외의 다른 동물, 외래의 생명체 또는 고등 컴퓨터가 원칙적으로 정신 상태를 지닐 수 있다는 것이다.

### 인지과학: 용어
인지과학의 “인지”라는 용어는 구체적으로 기술 가능한 인간의 정신 작용 또는 구조에 대해 사용된다. (Lakoff and Johnson, 1999) 이러한 개념화는 너무 광범위하여, 이 “인지”라는 용어가 분석 철학과 같은 곳에서 사용되는 방식과 혼동될 수 있다. 분석 철학에서의 “인지”라는 것은 정형화된 규칙과 진리 조건적 의미론 (truth conditional semantics )에만 연관된다.
옥스포드 영어 사전(OED )에서 초기의 인지라는 단어는 대체로 “무엇을 알아가는 행위 또는 과정”을 의미하였다. 1586년에 최초로 그 단어가 사용되었는데, “지식”에 대한 플라톤 철학 이론의 맥락이었다. 하지만, 인지과학 분야의 대부분 사람들은 그들의 분야가 플라톤이 추구한 “지식“과 같이 확정적이라고 생각하지는 않는다..

## 범위 (Scope)
인지과학은 “인지”와 관련된 광범위한 영역을 다루는데, 그렇다고 인지과학이 정신 또는 지능의 특성과 작동과 관계된 모든 토픽을 동일하게 다루지는 않는다는 걸 명심해야 한다. 사회 문화적인 요인들, 감정, 의식, 동물인지, 비교와 진화적 접근 등은 흔히 경시되거나 또는 완전히 배제되는 데, 종종 핵심 철학적 원리와 상충되기 때문이다. 인지과학에서 통상적으로 꺼려하는 정신과 관련된 다른 중요한 주제가 감각질(qualia, 두통의 통증, 와인의 맛, 석양 하늘의 붉기 등과 같이 주관적인 의식적인 경험의 개별 사례)의 존재인데, 이 사안에 대한 논의가 종종 철학적 공개 문제로서 특질을 언급하는 것으로 국한한다. 하지만, 인지과학 커뮤니티 내의 어떤 사람들은 이러한 것들이 매우 중요한 주제이고 적극적으로 탐구해야 한다고 주장한다.
아래는 인지과학이 다루는 주요한 주제들의 일부를 나열한 것이다. 모든 주제들을 포함하지는 않았지만 지능적 행위 (intelligent behaviors)의 광범위한 영역을 다루고자 했다. 인지과학 주제 리스트(List of cognitive science topics)를 통하여 인지과학의 다양한 측면을 알 수 있다.

### 인공 지능
"… 인공지능과 인지과학의 심리학에 대한 하나의 중요한 기여는 인간 사고의 정보 처리 모형인데, 말 그대로 인간의 두뇌를 컴퓨터로 비유한다.”
인공지능 (AI, Artificial intelligence)는 기계의 인지적 현상을 다루는 학문이다. 인공지능의 목적은 사람의 지적 특징을 컴퓨터 내에 구현하는 것이다. 컴퓨터는 인지 현상을 연구하는 데 광범위하게 사용되는데, “계산 모형 (Computational modelling)”은 시뮬레이션을 사용하여 사람의 지능이 어떻게 구성되어 있는 지를 연구한다. (연구 방법론 섹션의 계산 모형 부분 참조)
정신이 작고 개별적으로 아주 미미한 요소들 (즉, 뉴런들)의 광대한 배열로서, 또는 기호, 도식, 기획, 규칙 등과 같은 상위 계층 구조의 집합으로 가장 잘 보일 수 있다는 것에 대해 일부 논란이 있다. 전자의 관점은 결합설(Connectionism, 심적 과정은 모두 자극과 반응 사이의 습득적 결합 작용에 의한다는 설)에 따라서 정신을 연구하는 반면에, 후자는 기호계산 (symbolic computation)을 강조한다. 이 사안에 대한 관점 중에 하나는, 인간의 두뇌를 구성하는 뉴런들에 대한 정확한 시뮬레이션 없이 컴퓨터 상에서 인간의 두뇌를 정확하게 시뮬레이션 할 수 있느냐는 것이다.

### 주의
집중(Attention)은 중요한 정보를 선택하는 것이다. 사람의 정신은 수많은 자극을 받게 되는 데, 그러한 것들 중에 처리 대상을 결정하는 방법이 있어야 한다. 주목은 때때로 스포트라이트로 여겨지는 데, 즉 정보의 특정 부분만을 비출 수 있다는 것을 의미한다. 이러한 비유를 지지하는 실험 중에 Cherry가 1957년에 실시한 양분 청취 과제 (dichotic listening task), 1998년 Mack과 Rock이 진행한 부주의 맹시 (inattentional blindness) 연구 등이 있다. 양분 청취 과제에서는, 피실험자들에게 각 귀 마다 다른 메시지를 퍼붓고 하나의 메시지에만 집중하라고 한다. 실험 후에 집중하지 않은 메시지 내용에 대해 물었을 때, 피실험자들은 그 내용을 답하지 못한다.

### 지식과 언어 처리 (Knowledge and processing of language)

그 유명한 구 구조 나무 (phrase structure tree)로서 인간의 언어를 표현하는 방법 중에 하나인데, 구성 요소를 계층 구조화하는 것이다.

언어를 배우고 이해하는 능력은 매우 복잡한 과정이다. 언어는 생후 몇 년 내에 습득되고 모든 사람은 정상적인 환경에서 언어를 능숙하게 습득한다. 언어가 그러한 방식으로 학습되기 위해서 언어가 반드시 갖춰야 할 개략적 특성들을 발견하는 것이 이론적 언어학의 주된 동력이다. 어떻게 두뇌가 언어를 처리하는 지와 관련한 주된 연구 질문들은 (1) 언어적 지식은 어느 정도나 타고난 것인지 아니면 학습되는 것인지? (2) 왜 성인들은 어렸을 적 모국어를 배웠을 만큼 쉽게 두 번째 언어를 배울 수 없을까? 그리고 (3) 사람들은 어떻게 새로운 문장들을 이해할 수 있을까?이다.
언어 처리에 대한 연구는 말하기의 소리 패턴 탐구에서부터 단어와 전체 문장의 의미까지 다양하다. 언어학자들은 종종 언어 처리를 철자법(orthography), 음운론(phonology), 음성학(phonetics), 형태론(morphology), 통사론(syntax), 의미론(semantics), 화용론 (pragmatics)등으로 구분한다. 언어의 여러 가지 측면을 이러한 구성 요소들의 개별적 그리고 상호 작용 관점에서 연구한다.
인지과학에서의 언어 처리 연구는 언어학 분야와 매우 밀접하게 연계되어 있다. 언어학은 전통적으로 역사, 예술과 문학 등과 함께 인문학의 일부로서 연구되었다. 최근 50여 년 간에는 더 많은 연구자들이 지식과 언어 사용을 인지 현상으로서 연구해왔는데, 어떻게 언어의 지식이 습득되고 사용되는 지, 그리고 그것이 정확히 어떻게 구성되는 지 등을 주된 문제로 다룬다. 언어학자들은 인간이 매우 복잡한 시스템으로 통제되는 여러 방법으로 문장을 구성하고, 말하기와 관련된 어떤 규칙을 전혀 의식하지 않고 말하기를 할 수 있다는 것을 밝혀왔다. 따라서 언어학자들은 그러한 규칙이 정말로 존재한다면 그 규칙들이 어떠한 것인지 밝혀 위해서는 간접적인 방법에 의존한다. 어쨌든 말하기가 실제로 그러한 규칙들을 통하여 통제된다고 하더라도, 그러한 규칙들이 깊이 생각한다고 해서 밝혀지지는 않는다.

### 학습과 성장(Learning and development)
학습과 성장은 우리가 지식과 정보를 취득하는 과정이다. 신생아는 거의 또는 아무런 지식 없이 태어나지만 (지식을 어떻게 정의하느냐에 따라 다르겠지만), 그들은 언어를 사용하고, 걷고, 사람과 사물을 인식하는 능력을 매우 빠르게 익혀간다. 학습과 성장에서 다루는 연구는 그러한 과정들이 어떻게 일어나는 지에 대한 메커니즘을 밝혀내는 것을 목표로 한다.
인지 성장 연구의 주된 질문은 어떤 특정 능력이 어느 정도나 선천적 또는 후천적인지에 대한 것이다. 이는 종종 천성과 교육 (nature and nurture) 논쟁의 프레임으로 볼 수 있다. 선천주의 관점에서는 특정 특징들은 몸의 어떤 기관에 따라 타고나며 유전적 자질에 따라서 성장한다고 강조한다. 경험주의 관점은, 반면에 특정 능력은 주변 환경을 통하여 학습된다고 강조한다. 아이가 정상적으로 성장하기 위해서는 명확히 유전적, 환경적 입력이 필요하겠지만, 유전적 정보가 인지적 성장을 이끈다는 주장에 대해서는 많은 논란이 있다. 예를 들면, 언어 습득 분야에서 스티븐 핑커(Steven Pinker)와 같은 사람들은 특정 정보가 보편적인 문법적 규칙을 담고 있고 이 정보가 유전자 속에 있다고 주장한다. 반면에, Jeffrey Elman과 그의 동료 (선천성에 대해서 다시 생각하기 – Rethinking Innateness)같은 사람들은, 핑커의 주장은 생물학적으로 비현실적이라고 주장한다. 그들은 유전자가 학습 시스템 구조를 결정하지만, 문법에 대해서는 경험을 통해서만 익힐 수 있다고 주장한다.

### 기억 (Memory)
기억을 통해서 우리는 정보를 저장하고 나중에 상기한다. 기억은 종종 장기기억과 단기기억으로 구성된다고 여겨진다. 장기기억은 며칠, 몇 주, 몇 년 이상의 오랜 기간 동안 정보를 저장하는 데, 장기기억이 얼마나 정보를 저장 가능한 지에 대해서는 아직 밝혀지진 않았다. 단기기억은 몇 초 또는 몇 분의 짧은 시간 동안 정보를 저장한다.
기억은 또한 종종 서술기억 (declarative memory)과 절차기억 (procedural memory)의 유형으로 나누기도 한다. 서술기억 – 의미기억(semantic form)와 일화기억(episodic form)으로 다시 구분-은 사실과 특정 지식, 특정한 의미, 그리고 특정한 경험에 대한 기억에 관한 것이다. 예를 들면, 미국의 첫 번째 대통령은? 또는 4일 전에 내가 아침에 무얼 먹었지? 등이다. 절차기억은 자전거 타기와 같은 행동과 동작 순서를 기억하는 것인데 종종 암묵적 지식 또는 기억이라고 부르기도 한다.
인지과학자들은 심리학자와 마찬가지로 기억을 연구한다. 하지만, 기억이 어떻게 인지 과정에 관계되는지, 그리고 인지와 기억 간의 상호 관계에 대해서 더 집중한다. 이러한 예로서는, 오래 전에 잊었던 기억을 상기하기 위해서 사람이 어떤 정신적 절차를 거치는 지, 그리고 어떤 것을 인식 (어떤 것의 힌트를 보고 그것을 기억)하고 회상 (빈칸 채우기처럼 기억을 끄집어 내는 것) 하는 것의 인지적 과정이 어떻게 다른 지 등을 중점적으로 다룬다.

### 지각과 행동(Perception and action)

네커 큐브, 착시 현상의 예

착시 현상. 정사각형 A는 정확하게 정사각형 B와 같은 밝기이다. 참조 체커 그늘 착시.

지각은 감각을 통하여 정보를 받아들이고 특정한 방법으로 그것을 처리하는 능력이다. 시각과 청각은 두 가지 주요한 감각으로서, 주변 환경을 지각할 수 있도록 한다. 시각적 지각 연구에서 다루는 질문들은 예를 들면, (1) 우리가 어떻게 사물을 인식할 수 있는가? (2) 왜 우리는 특정 시점에 시각적 배경의 일부만을 볼 수 있으면서 연속적인 시각적 배경을 지각하는가? 시각적 지각을 연구하는 데 사용하는 방법 중에 하나는 사람이 착시를 어떻게 처리하는 지를 살펴보는 것이다. 네커 육면체 (Necker cube)의 오른쪽 이미지는 쌍안정 지각의 예이다. 즉, 육면체는 두 가지 다른 방향을 지향하는 걸로 해석될 수 있다. 촉각, 후각, 그리고 미각의 자극에 대한 연구 또한 지각의 영역이다. 동작은 어떤 시스템의 출력에 해당하는 데, 사람은 이를 운동 반응을 통하여 수행한다. 공간 계획 및 이동, 말하기, 복잡한 동작 움직임 등이 이에 해당한다.

## 연구 방법 (Research methods)
많은 다양한 방법들이 인지과학을 연구하는 데 사용된다. 분야가 매우 여러 학문 분야의 지식과 연관되어 있기 때문에, 종종 심리학, 신경과학, 컴퓨터 과학, 시스템 이론 등의 연구 방법들을 접목하면서 다중의 연구 영역을 꿰뚫기도 한다.

### 행동 실험 (Behavioral experiments)
지능적 행동의 구성에 대하여 기술하기 위해서는, 반드시 행동 자체를 연구해야 한다. 이러한 유형의 연구는 인지심리학과 정신물리학 연구와 밀접하게 연계되어 있다. 다양한 자극에 대한 행동적 반응을 측정함으로써, 그러한 자극이 어떻게 처리하는 지에 대하여 이해할 수 있다. Lewandowski와 Strohmetz는 2009년에 심리학에서 사용하는 행동 측정 방법의 혁신적 방법에 대해서 총체적으로 검토하였는데, 행동 추적 (behavioral traces), 행동 관찰 (behavioral observations), 그리고 행동 선택 (behavioral choice) 등을 포함한다. 행동 추적은 어떤 행동이 발생했다는 흔적들을 의미하는 데, 그 행동의 행위자는 없는 경우이다. (예를 들면, 주차 공간의 쓰레기와 전기 계량기 검침). 행동 관찰은 행위자가 어떤 행동에 관여하는 것을 직접적으로 목격하는 것으로, 예를 들면 어떤 사람이 옆의 사람과 얼마나 가까이 앉아 있는 지를 관찰하는 것이다. 행동 선택은 어떤 사람이 두 가지 이상의 옵션 중에 선택하는 것으로 예를 들면, 투표 행동, 다른 참가자에 대한 처벌 선택 등이다.
- 반응 시간 (Response time). 어떤 자극의 제시와 그에 따른 반응 사이의 시간은 두 가지 인지 과정 간의 차이와 그 특성을 나타낸다. 예를 들면, 어떤 검색 작업에서 반응 시간이 항목의 개수에 따라 비례적으로 달라진다면, 검색의 인지 과정은 병렬 처리 방식 대신에 직렬 처리 방식임이 분명하다.
- 정신물리학적 반응 (Psychophysical response). 정신물리학적 실험은 인지심리학에서 오래 전부터 사용되어 왔던 심리학적 기법으로서 통상적으로 소리의 크기와 같은 어떤 물리적 성질에 대한 판단을 다룬다. 각각의 주관적 잣대 간 상관성은 실제 물리적 측정값과 대비하여 인지적 또는 감각적 편향을 나타낸다. 예를 들면
  - 색깔, 음색, 질감 등에 대한 동일성 판단.
  - 색깔, 음색, 질감 등에 대한 임계치 차이
- 안구 추적 (Eye Tracking). 이 방법은 다양한 인지 과정 연구에 활용되는 데 주로 시각적 지각과 언어 처리에 활용된다. 눈의 고시점은 개인의 주목점에 연결되어 있다. 따라서, 눈의 움직임을 모니터링 함으로써 특정 시점에 무슨 정보가 처리되고 있는 지를 연구할 수 있다. 안구 추적을 통해서 우리는 지극히 짧은 시간 동안에서의 인지 과정을 연구할 수 있다. 눈의 움직임은 어떤 작업 동안 일어나는 결정을 바로 나타내는데, 그를 통해서 우리는 그러한 결정들이 어떻게 진행되는 지에 대하여 간파할 수 있다.

### 뇌 이미징 (Brain imaging)

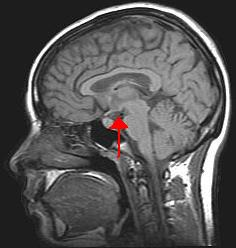
사람 두뇌에 대한 이미지. 화살표는 시상하부의 위치를 나타냄.

뇌 이미징은 다양한 작업을 수행하는 도중에 두뇌 안에서의 활동을 분석하는 것을 포함한다. 이를 통해서 우리는 행동과 뇌의 기능을 연계시킬 수 있고, 정보가 어떻게 처리되는 지에 대하여 이해할 수 있다. 뇌 이미징은 종종 인지신경과학에서 사용된다.
- 단일광자방출단층활영(Single photon emission computed tomography)과 양전자방출단층촬영(Positron emission tomography). SPECT와 PET는 방사선 동위원소를 사용하는 데 대상자의 혈류에 주입된 방사선 동위원소가 뇌로 유입되면 뇌의 어떤 영역에 방사선 동위원소가 있는지를 관찰함으로써 뇌의 특정 영역이 다른 영역 보다 활성화되는 지를 볼 수 있다. PET는 fMRI와 비슷한 공간 해상도를 지니지만 시간 해상도가 너무 약하다. (시간 해상도는 움직이는 동영상에서 각 영상 프레임의 시간 간격을 의미하는데, 그 해상도가 약하다는 것은 시간의 흐름에 따라서 연속적으로 영상을 보여줄 수 없다는 것이다.)
- 뇌전도(Electroencephalography). EEG는 대상자의 두피에 여러 개의 전극을 부착해서 대뇌피질의 대규모 뉴런들에 의해서 발생되는 전기장을 측정하는 것이다. 이 기술은 시간해상도는 매우 좋으나 상대적으로 공간해상도가 약하다.
- 기능자기공명영상(Functional magnetic resonance imaging). fMRI는 뇌의 다른 부위로 유입되는 산화 혈액의 상대적 양을 측정하는 것이다. 특정한 영역에서 산화된 혈액이 더 많다는 것은 뇌의 해당 영역에 해당하는 신경 활동의 증가와 관련된다고 가정할 수 있다. 이를 통해서 우리는 뇌의 여러 다른 영역에서 특정 기능에 해당되는 부분을 찾을 수 있다. fMRI는 중간 수준의 공간 해상도 및 시간 해상도를 지닌다..
- 광학촬상(Optical imaging). 이 기법은 적외선 송출기와 수신기를 활용해서 뇌의 여러 영역 인근 혈액에서 반사되는 빛의 양을 측정하는 것이다. 혈액은 산소의 함유 또는 제거에 따라서 다른 양의 빛을 반사하는 데, 이를 통해서 어떤 영역이 더 활성화 (즉, 산소를 함유한 혈액이 더 많음)되는 지를 알 수 있다. 광학촬상은 중간 수준의 시간 해상도를 지니지만 공간해상도는 매우 약하다. 하지만, 인체에 전혀 무해하기 때문에 신생아 뇌 연구에도 사용될 수 있다..
- 뇌자기도(Magnetoencephalography). MEG는 대뇌피질의 활동에 따른 자기장을 측정한다. 이는 EEG와 유사하지만, 자기장이 서로 중첩되거나 두피, 뇌막 등에 의해 약화되지 않아 공간 해상도가 더 좋다. MEG는 초전도 양자 간섭 장치를 사용하여 사소한 자기장도 감지한다

### 계산 모형(Computational modeling)

두 계층으로 구성된 신경망.

계산 모형은 어떤 문제를 수학적이고 논리적인 형태로 표현한다. 컴퓨터 모델을 사용하여 지능의 여러 특정한 속성과 일반적인 속성에 대한 시뮬레이션과 실험적인 규명을 수행한다. 계산 모형을 통해서 우리는 특정한 인지 현상의 기능적 조직을 이해할 수 있는 데, 인지 모형에 대해서는 두 가지 기본적인 접근이 있다. 첫 번째는, 지능의 추상화된 정신적 기능들에 중점을 두는 데 기호(symbol)를 활용한다. 그리고 두 번째는, 소위 하위기호(sub-symbol)이라고 하는, 두뇌 신경의 연합적 속성들을 따른다.
- 기호 모형(Symbolic model)은 지식 기반 시스템의 기술들을 사용하는 컴퓨터 과학의 전형적인 예에서 발전된 것으로, 또한 "Good Old-Fashioned Artificial Intelligence" (GOFAI)와 같은 철학적 관점에서도 기인하였다. 인지 연구자들이 최초로 개발하였고 나중에 전문가 시스템을 위한 정보 공학에 사용되었다. 1990년대 초반, “personoids”와 같이 사람과 유사한 기능적 인지 모형 탐구를 위하여, “systemics”로 일반화되었고, 동시에 SOAR 환경으로 개발되었다. 최근에, 특히 인지적 의사 결정의 맥락에서, 기호 인지 모형은 사회와 조직의 인지를 포함한 사회적 인지 접근 (socio-cognitive approach)으로 확대되었다.
- 하위기호 모형(Sub-symbolic model)은 연결주의 모형/신경망 모형을 포함하는 데, 연결주의에 따르면 정신/뇌는 단순한 노드로 구성되어 있고 그 단순 노드들 간의 연결 여부와 그 방식에 따라 시스템으로서의 능력이 표출된다는 것이다 신경망은 이러한 접근의 교과서적인 구현이다. 이러한 모형이 생물학적 현실에 대하여 시스템적 작동으로 표현할 수는 있으나, 비록 단순한 방식의 연결이더라도 연결들의 복합적 구성 체계는 너무 복잡하여 모형 자체를 쉽게 설명하기 어렵다는 비판이 있다.

인기를 얻고 있는 다른 접근들은 동적 시스템 이론 (dynamical systems theory)과 또한 기호 모형과 연결주의 모형을 서로 부합시키는 기법 (신경 기호 통합)이다. 종종 기계학습에서 시작되었다고 하는 베이지안 모형 (Baysian models) 또한 인기를 끌고 있다.
위의 모든 접근은, 인조/추상 지능의 통합적 계산 모형 형태로 일반화되어가는 데, 개인 그리고 사회/조직적 의사결정과 추론 과정을 설명하고 향상시키는 데 적용된다.

### 신경생물학 방법(Neurobiological methods)
신경과학과 신경심리학으로부터 직접적으로 차용된 연구 방법을 통해서 지능의 여러 특성을 이해할 수 있는데, 이를 통해 지능적 행동이 물리적 시스템에 어떻게 구현되는 지를 알 수 있다.
- 단일 단위 기록 (Single-unit recording)
- 직접적 두뇌 (시뮬레이션 Direct brain stimulation)
- 동물 모형 (Animal models)
- 사후 연구 (Postmortem studies)

## 주요 발견들 (Key findings)
인지과학은 인간의 인지 편향과 위험 지각 모형 등을 탄생시켰고, 경제학의 분야인 행동 재무의 개발에 상당한 영향을 미쳤다. 또한 수리철학의 새로운 이론 외에 인공 지능, 설득과 강압의 많은 이론을 탄생시켰다. 언어 철학과 인식론 (이성주의에 대한 현대판 재생) 상에서 그 존재를 알려왔고, 현대 언어학의 중대한 계파를 구성해왔다. 인지과학 영역은 말하기에서부터 청각적 처리와 시각적 지각까지 뇌의 특정 기능적 시스템 (그리고 기능적 장애)를 이해하는데 상당한 영향을 미쳐왔다. 뇌의 특정 영역 손상이 인지에 어떻게 영향을 미치는지를 이해하는 데 많은 진척을 보여왔다. 난독증, 시각결여 (무시증), 그리고 편측공간무시 (hemispatial neglect)와 같은 특정 기능 장애의 결과와 근본 원인을 밝혀내는 데 많은 도움이 되었다.

## 역사 (History)
인지과학의 이전 역사는 고대 그리이스 철학 교과서까지 거슬러 올라가는 데, 데카르트, 데이비드 흄, 칸트, 스피노자, 말브랑슈, 카바니스, 라이프니츠와 존 로크와 같은 작가를 포함한다. 하지만, 이러한 초기 작가들이 정신에 대한 철학적 발견에 상당히 기여를 하였고 궁극적으로 심리학 발전을 이끌었지만, 그들은 인지과학과는 전혀 다른 유형의 도구와 핵심 개념을 토대로 작업하였다.
현대적 인지과학은 1930년대와 1940년대의 워렌 맥컬럭(Warrant McCuloch)와 월터 피츠(Walter Pitts)와 같은 초기 인공두뇌학자에서 유래하였는데, 그들은 정신의 조직적 원리를 이해하고자 하였다. McCulloch와 Pitts는 인공 신경망으로 알려진 초기 변종들을 개발하였는데, 이는 생물의 신경망 구조에 영감을 받은 계산 모델이었다.
또 다른 선도자들은 1940년대와 1950년대에 계산 이론과 디지털 컴퓨터 이론을 초기에 개발하였는데, 앨런 튜링(Alan Turing)과 존 폰 노이만(John von Neumann)은 이러한 개발에 핵심적이었다. 근대적 컴퓨터 또는 폰 노이만 기계는 정신에 대한 비유와 탐구의 도구 양 측면에서 인지과학의 중추적 역할을 하였다.
학술 기관에서 최초로 수행된 인지과학 실험은 MIT Sloan 경영대학에서 J.C.R. Licklider에 의해서 수행되었는데, 그는 사회 심리학과에서 컴퓨터 메모리를 인간 인지에 대한 모형으로 삼고 실험을 진행하였다.
1959년에 노엄 촘스키는 스키너(B.F. Skinner)의 책 “언어적 행동 (Verbal Behavior)에 대해서 통렬하게 비판하였다. 그 시점에, 스키너의 행동주의 패러다임이 심리학을 주도하였는데, 대부분의 심리학자들은 자극과 반응의 내재적 표현에 대한 상정 없이 둘 간의 기능적 관계에 초점을 맞추었었다. 촘스키는 언어를 설명하기 위해서는 발생 문법 (generative grammar)와 같은 이론이 필요하다고 주장하였는데, 이는 내재적 표현을 기술할 뿐만 아니라 그 기반의 질서를 특성화하였다.
인지과학이라는 용어는 1973년에 Christopher Longuet-Higgins에 의해 Lighthill 리포트에 대한 논평에서 처음으로 사용되었는데, 인공 지능에 대한 그 당시의 상태에 대한 우려를 나타냈다. 같은 시대에 인지과학 저널과 인지과학 학회(Cognitive Science Society)가 창립되었다. 1982년에는 Vassar 대학교가 인지과학 학부 학위를 수여하는 세계 최초의 기관이 되었다.
1970년대와 초기 1980년대에는, 인지과학 연구의 상당 부분이 인공 지능의 가능성에 중점적으로 다뤘다. 마빈 민스키(Marvin Minsky) 같은 연구자들은 리스프(LISP)같은 언어로 컴퓨터 프로그램을 작성해서, 사람이 결정을 하거나 문제를 해결하는 동안 거치는 과정 등을 정형적으로 특징화하려고 하였다. 이는 인간의 사고를 더 잘 이해하고 인공적인 정신 (마음)을 창조하기 위한 희망으로, 이러한 접근을 기호적 AI로 한다.
결국 기호적 AI 연구 프로그램의 한계는 명확해졌다. 예를 들면, 인간의 지식을 기호적 컴퓨터 프로그램이 사용할 수 있는 형태로 총체적으로 나열하는 것은 비현실적이라는 것이다. 8-90년대 후반에는 연구 패러다임으로 신경망과 연결주의가 탄생하였다. 이러한 관점하에 정신은 계층화된 망으로 표현되는 복잡한 연관의 집합으로 특징화될 수 있는 데 종종 Jame McCelland와 David Rumelhart 작품으로 여겨진다. 비평가들은 어떤 현상들은 기호 모형으로 더 잘 설명될 수 있고, 연결주의 모형은 종정 너무 복잡해서 설명력이 떨어진다고 주장하기도 한다. 최근 기호 모형과 연결주의 모형을 병합하여 두 모형의 장점을 이용하려고 하고 있다.

## 인지과학 관련 영화들
인지과학 관련 영문 위키피디아에 소개된 인디애나 대학교 인지과학 관련 영화 목록 보관됨 2014-09-03 - 웨이백 머신을 참조함
- 트랜센던스
- 엔더스게임
- 퍼시픽 림
- 인셉션
- 실버라이닝 플레이북
- 매트릭스 시리즈
- 소스 코드
- 아바타
- 트론: 새로운 시작
- A.I.

## 같이 보기
- 인지과학자 목록
- 지각
- 인지
- 인식
- 표상

## 학회
- 한국인지과학회 (KSCS) (:한글 사이트)
- The Korean Society for Cognitive Science (:in English)
- 미국중심의 해외 인지과학회 - The Cognitive Science Society, Inc.
- ICCS-2010 (The 7th INTERNATIONAL CONFERENCE ON COGNITIVE SCIENCE) - August 17-20, 2010- Beijing, China

## 참고 문헌
한국 교육과학기술부 지정 세계수준의 연구중심대학 (WCU) 인지과학 관련 학과 
 (University Departments related to the Cognitive Science)(designated in the World Class University(WCU) programs by the Korean Government (Ministry of Education, Science & Technology) 
- 1. 고려대학교 뇌공학과 (Brain and Cognitive engineering, Korea University, Korea)
- 2. 서울대학교 뇌인지과학과 (Brain & Cognitive Sciences, Seoul National University, Korea)
- 3. 성균관대학교 인터랙션사이언스학과 (Interaction Science, Sungkyunkwan University, Korea)
- 4. 인지과학; 진학과 진로 보관됨 2011-07-05 - 웨이백 머신